# Na ostrije
Na ostrije (russisk: На острие) er en russisk spillefilm fra 2020 af Eduard Bordukov.

## Medvirkende
- Svetlana Khodtjenkova som Aleksandra 'Sasja' Pokrovskaya
- Stasja Miloslavskaja som Kira Jegorova
- Sergej Puskepalis som Gavrilov
- Aleksej Barabasj som Konstantin
- Kirill Degtyar som Mark